# 임혁의 작품 목록
다음은 대한민국의 배우인 임혁의 작품 목록이다.

## 영화
- 1982년 : 《탄야》
- 1984년 : 《사약》 ... 안평대군 역
- 1985년 : 《오싱》 ... 오싱의 아버지
- 1986년 : 《여자가 밤을 두려워하랴2》 ... 피정덕 역

## TV 드라마

### KBS
- 1976년 주말드라마 《행복의 문 2부작 - 데뷰작품》
- 1979년 주말드라마 《성사의 길 맥 - 날개잃은 천재》 ... 이상 역
- 1979년 주말드라마 《성사의 길 맥 - 하늘과 바람과 별과 시》 ... 윤동주 역
- 1979년 주말드라마 《성사의 길 맥 - 원효대사》 ... 원효대사 역
- 1980년 일요사극 《파천무》 ... 성삼문 역

#### KBS1
- 1982년 대하드라마 《풍운》 ... 철종 역
- 1982년 주간드라마 《밀봉》
- 1982년 반공드라마 《지금 평양에선》 ... 장교 역
- 1982년 8.15 특집드라마 《그 여름의 이틀》
- 1983년 대하드라마 《개국》 ... 공민왕 역
- 1983년 8.15 특집드라마 《하늘은 알고 있다》
- 1983년 특집드라마 《아버지》
- 1984년 대하드라마 《독립문》 ... 안영보 역
- 1985년 대하드라마 《새벽》 ... 박헌영 역
- 1987년 대하드라마 《이화》 ... 김홍집 역
- 1987년 6.25 특집드라마 《환멸을 찾아서》 ... 박헌영 역
- 1987년 TV 소설 《진주탑》
- 1990년 대하드라마 《여명의 그날》 ... 강미하일 역
- 1991년 대하드라마 《왕도》 ... 홍인한 역
- 1992년 대하드라마 《삼국기》 ... 양만춘 장군 역
- 1993년 대하드라마 《먼동》 ... 박승학 역
- 1994년 8.15 특집드라마 《빈 잔의 축배》
- 1994년 다큐드라마 《역사의 라이벌》 ... 원효대사 역
- 1995년 대하드라마 《찬란한 여명》 ... 오쿠무라 엔싱 역
- 1996년 대하드라마 《용의 눈물》 ... 하륜 역
- 1996년 드라마스페셜 《그때 그 사건》
- 1998년 대하드라마 《왕과 비》 ... 임사홍 역
- 2003년 대하드라마 《무인시대》 ... 두경승 역
- 2006년 대하드라마 《대조영》 ... 대중상 역
- 2009년 대하드라마 《천추태후》 ... 서희 역
- 2012년 대하드라마 《대왕의 꿈》 ... 알천 역
- 2015년 대하드라마 《징비록》 ... 곽재우 역
- 2016년 대하드라마 《장영실》 ... 유택상 역

##### TV 문학관
- 1980년 《신부들》
- 1981년 《사라진 것들을 위하여》
- 1981년 《등신불》 ... 만적선사 역
- 1982년 《마》
- 1982년 《취국》
- 1982년 《막차로 온 손님들》
- 1983년《 단독강화》
- 1983년 《누가 백조를 쏘았는가》
- 1983년 《장수하늘소》
- 1983년 《학춤》
- 1983년 《카인의 후예》
- 1983년 《묵시》
- 1984년 《망명의 늪》
- 1984년 《모자》
- 1984년 《늪에서 나온 사람》
- 1984년 《언젠가는 다시 만나리》
- 1984년 《배우수업》
- 1984년 《황홀한 귀향》
- 1984년 《들리는 빛》
- 1985년 《산곡의 백합》
- 1985년 《변명》
- 1985년 《숨은 그림 찾기》
- 1986년 《비철이야기》
- 1986년 《겨울의 초상》
- 1987년 《겨울바다갈매기》
- 1999년 《폭군》... 강대우 역

#### KBS2
- 1982년 주간드라마 《백조부인》
- 1982년 주간드라마 《개성상인》
- 1984년 TV 문학관 《언젠가는 다시 만나리》
- 1985년 특집드라마 《방랑자》... 백호 역
- 1986년 주간드라마 《길손》 ... 무관 송만리 역
- 1986년 일일연속극 《여심》 ... 박덕대 역
- 1986년 수목드라마 《뜨거운 강》 ... 강준석 역
- 1986년 주간드라마 《형사 25시》 ... 수사반장 역
- 1992년 미니시리즈 《적색지대》 ... 오태민 역
- 1994년 월화드라마 《한명회》 ... 노사신 역
- 1994년 일일연속극 《한쪽 눈을 감아요》
- 1995년 월화드라마 《서궁》 ... 유영경 역
- 1996년 납량특집드라마 《전설의 고향》 〈살아있는 무덤〉
- 1996년 미니시리즈 《프로젝트》
- 1996년 특집극 《검》 ... 박순찬 역
- 1999년 TV 문학관 《폭군》 ... 강대우 역
- 1999년 닙량특집드라마 《전설의 고향 - 구미호3》 ... 강일두 역
- 2000년 수목드라마 《소설 목민심서》 ... 심환지 역
- 2001년 대하드라마 《명성황후》 ... 미우라 고로 역
- 2006년 대하드라마 《대조영》 ... 대중상 역
- 2008년 미니시리즈 《최강칠우》 ... 김자선 역
- 2016년 수목드라마 《오 마이 금비》 ... 판사 역
- 2023년 일일드라마 《비밀의 여자》 ... 남만중 역

### MBC
- 1988년 주말연속극 《세 여인》 ... 진원석 역
- 1988년 베스트셀러극장 《산행》 ... 남편(주인공) 역
- 1989년 미니시리즈 《거인》 ... 조태진 검사 역
- 1990년 대하드라마 《조선왕조 오백년 - 대원군》 ... 김병기 역
- 2005년 대하드라마 《신돈》 ... 보우 역
- 2013년 일일연속극 《오로라 공주》 ... 설국 역

### SBS
- 1995년 특별기획드라마 《코리아게이트》... 이형근 역
- 2001년 대하드라마 《여인천하》 ... 갖바치 역
- 2003년 대하드라마 《왕의 여자》 ... 이이첨 역
- 2010년 대하드라마 《자이언트》 ... 백파(최열) 역
- 2011년 주말특별기획 《신기생뎐》 ... 아수라 역
- 2012년 월화드라마 《드라마의 제왕》 ... 사채업자 장회장역 (특별출연)

## TV 프로그램
- 2021년 KBS2 《TV는 사랑을 싣고》 ... 게스트
- 2021년 MBN 《보이스킹》 ... 참가자
- 2022년 MBC 《미스터리 음악쇼 복면가왕》 ... "크~ 노래에 취한다~ 술톤" 참가자

## CF
- 1986년 태평양제약 엣센샬 포르테